# Сент-Мартінс
Сент-Мартінс (англ. St. Martins) — село в Канаді, у провінції Нью-Брансвік, у складі графства Сент-Джон.

## Населення
За даними перепису 2016 року, село нараховувало 276 осіб, показавши скорочення на 12,1%, порівняно з 2011-м роком. Середня густина населення становила 117,4 осіб/км².
З офіційних мов обидвома одночасно володіли 20 жителів, тільки англійською — 255.
Працездатне населення становило 41% усього населення, рівень безробіття — 25%.
35,9% мешканців мали закінчену шкільну освіту, не мали закінченої шкільної освіти — 23,1%, 41% мали післяшкільну освіту, з яких 25% мали диплом бакалавра, або вищий.
| Статево-вікова структура населення | Статево-вікова структура населення | Статево-вікова структура населення | Статево-вікова структура населення | Статево-вікова структура населення |
| ---------------------------------- | ---------------------------------- | ---------------------------------- | ---------------------------------- | ---------------------------------- |
|                                    |                                    |                                    |                                    |                                    |
| Всього                             | Всього                             | 46,4%53,6%                         |                                    |                                    |
| 0 — 14 років                       | 0 — 14 років                       |                                    | 9,3%                               | 9,3%                               |
| 15 — 64 років                      | 15 — 64 років                      |                                    | 59,3%                              | 59,3%                              |
| 65 і більше                        | 65 і більше                        |                                    | 31,5%                              | 31,5%                              |
| 85 і більше                        | 85 і більше                        |                                    | 7,4%                               | 7,4%                               |
| Середній вік (років)               | Середній вік (років)               | 47,551,9                           | 49,9                               | 49,9                               |
| Медіана (років)                    | Медіана (років)                    | 50,257,2                           | 52,5                               | 52,5                               |
| — чоловіки — жінки                 |                                    |                                    |                                    |                                    |

| Походження мешканців:     | Походження мешканців:     | Походження мешканців: | Походження мешканців: | Походження мешканців: |
| ------------------------- | ------------------------- | --------------------- | --------------------- | --------------------- |
| Походження                |                           |                       | осіб                  | %                     |
| Корінні американці        | Корінні американці        |                       | 10                    | 4.65%                 |
| Інше північноамериканське | Інше північноамериканське |                       | 80                    | 37.21%                |
| Європейське               | Європейське               |                       | 175                   | 81.4%                 |
| британське                | британське                |                       | 150                   | 69.77%                |
| французьке                | французьке                |                       | 15                    | 6.98%                 |
| українське                | українське                |                       | 15                    | 6.98%                 |

## Клімат
Середня річна температура становить 5,5°C, середня максимальна – 21,1°C, а середня мінімальна – -13°C. Середня річна кількість опадів – 1 236 мм.
| Клімат поселення                              | Клімат поселення | Клімат поселення | Клімат поселення | Клімат поселення | Клімат поселення | Клімат поселення | Клімат поселення | Клімат поселення | Клімат поселення | Клімат поселення | Клімат поселення | Клімат поселення | Клімат поселення |
| Показник                                      | Січ.             | Лют.             | Бер.             | Квіт.            | Трав.            | Черв.            | Лип.             | Серп.            | Вер.             | Жовт.            | Лист.            | Груд.            |                  |
| Середній максимум, °C                         | −1,38            | −0,58            | 3,95             | 9,51             | 15,43            | 19,97            | 21,07            | 21,06            | 17,43            | 11,96            | 6,50             | 0,06             |                  |
| Середня температура, °C                       | −7,2             | −6,39            | −1,88            | 3,72             | 9,60             | 14,16            | 17,03            | 17,03            | 13,39            | 7,91             | 2,47             | −3,95            |                  |
| Середній мінімум, °C                          | −13              | −12,19           | −7,69            | −2,11            | 3,77             | 8,36             | 12,98            | 12,97            | 9,34             | 3,89             | −1,58            | −7,99            |                  |
| Норма опадів, мм                              | 123              | 90               | 103              | 93               | 101              | 91               | 91               | 78               | 104              | 110              | 123              | 129              |                  |
| Середньомісячна швидкість вітру, м/с          | 4.55             | 4.50             | 4.52             | 4.40             | 4.00             | 3.67             | 3.30             | 3.20             | 3.57             | 4.00             | 4.30             | 4.60             |                  |
| Середньомісячна сонячна радіація, кДж/м²·день | 5428             | 8782             | 12432            | 15309            | 18123            | 20281            | 19974            | 17721            | 13446            | 8701             | 5106             | 4208             |                  |
| --------------------------------------------- | ---------------- | ---------------- | ---------------- | ---------------- | ---------------- | ---------------- | ---------------- | ---------------- | ---------------- | ---------------- | ---------------- | ---------------- | ---------------- |
| Джерело:                                      |                  |                  |                  |                  |                  |                  |                  |                  |                  |                  |                  |                  |                  |